# Красноармеец
Красноармеец — воинское звание и должность военнослужащего рядового состава Рабоче-крестьянской Красной армии (РККА), рядового состава войск НКВД Советской России и  Советского Союза с февраля 1918 года по 1946 год, синоним слова «солдат», от которого отказались, как от «контрреволюционного».
Красноармеец
Как персональное воинское звание введено в 1935 году. В ВМФ ВС СССР в 1918—1946 годах званию красноармейца соответствовало корабельное звание краснофлотец. В феврале 1946 года воинское звание красноармеец заменено званием рядовой.

## Знаки различия
В 1924 году в РККА была введена форма одежды нового образца. Отменялись нагрудные клапаны и нарукавные знаки различия, на шинели и гимнастерке нашивались петлицы:
- 1924-1935 — пехота и общеармейские части и учреждения — малиновые петлицы с чёрным кантом;
- пехота — из малинового сукна с чёрной окантовкой;
- кавалерия — из синего сукна с чёрной окантовкой;
- артиллерия и бронетанковые войска — из чёрного сукна с алой окантовкой;
- технические войска и связь — из чёрного сукна с синей окантовкой;
- авиация (ВВС) — из голубого сукна с красной окантовкой;
- административно-хозяйственный состав — темно-зеленые с красной окантовкой;

У красноармейцев на петлицах указывался номер полка.
| младшее звание: Нет | Красноармеец (Красновоздухоплаватель / Краснофлотец) | старшее звание: Отделенный командир Ефрейтор |

## Галерея
|  |  |  |  |